# 百合星人奈緒子美眉
《百合星人奈緒子美眉》（日语：百合星人ナオコサン），是kashmir的日本漫畫作品。單行本全5卷。

## 作品簡介
本作自2005年5月號起開始在《月刊Comic電擊大王》（MediaWorks出版）連載。目前出版單行本第四集。連載時一回六頁，作品中充滿了kashmir風格的惡搞和低級笑點。此外在本作第14話中有出現作者另一作品《○本的住人》裡面的角色「典子」與「小T」，兩作品共用一個世界觀。
在連載時幾乎每回都在雜誌最後面連載。另外，連載標題所用字體每回皆不相同。

## 登場人物
奈緒子（聲：新井里美）
來自遙遠的「百合星」，企圖讓地球完全百合化的「百合星人」，強調「百合之下才有真正的和平」。由於不明原因，以寄宿者的身分跑來地球並寄宿在美鈴家。外表除了耳朵以外都和一般人一樣。喜愛百合、色情與蘿莉。擁有各種不可思議的機械。說話亂七八糟，並會隨意改變話題。本作主要笨蛋角色。喜歡吃零食和西餅，常看到她在吃。基本上不記得美鈴以外角色的名字，而隨便用「眼鏡」「弟弟」等方式稱呼他們。
美鈴（聲：原嶋燈）
就讀茉莉野女子學園中等部的國中女生。角色中最正常的角色，主要負責吐槽，但有喜歡廢墟、廢棄道路這種特殊喜好。姓氏為「戶隱」。個性內向、不愛說話。台詞沒有寫在對話框裡。
涼太（聲：國分優香里）
美鈴的弟弟，小學男生。在學校受到女生輕微的欺負。擔任被奈緒子玩弄的角色。具有戀姐情結。
小柊（聲：野中藍）
美鈴的同學，眼鏡少女，有錢人家的千金小姐。喜歡外星人和宇宙等神秘事物。對美鈴有夾雜友情與戀情的強烈執著，美鈴沒依約前來參加學習會便精神崩壞。當美玲要來家裡拜訪時，興奮地成立專用部落格，並且每天更新二十次。家裡有個眼鏡娘女僕。從初次見面起便被奈緒子稱呼為「眼鏡」。
小彩
涼太的同學，傲嬌少女。在學校因為傲嬌中的傲部分而會欺負涼太，實際上喜歡涼太。胸部正在發育當中。
媽媽（聲：田中久美）
美鈴與涼太的母親，重度天然呆。
亞矢子
來自「男男星」的男男星人。在第19話首度登場。企圖將地球完全BL化以征服地球。比起同樣是外星人的奈緒子算是正常許多，擔任美鈴以外的第二吐槽角色。有喜歡正太的傾向。戴著眼鏡。
邪神
被封印在海底的古代邪神，是一隻巨大頭足綱怪獸。在第17話中因奈緒子的人造衛星雷射光誤射入海底而解開封印，登上陸地襲擊人類。
奈緒子（聲：森谷里美）
美鈴的姊姊，並非來自百合星的奈緒子。
時間星人（聲：坂卷學）

## 出版書籍
| 冊數 | MediaWorks                   | MediaWorks                                        | 台灣角川       | 台灣角川               |
| 冊數 | 發售日期                     | ISBN                                              | 發售日期       | ISBN                   |
| ---- | ---------------------------- | ------------------------------------------------- | -------------- | ---------------------- |
| 1    | 2006年12月25日 2007年2月10日 | ISBN 4-8402-3699-2 ISBN 978-4-8402-3699-7（再版） | 2007年12月20日 | ISBN 978-986-174-551-0 |
| 2    | 2008年12月10日               | ISBN 978-4-04-867503-1                            | 停止出版       | 停止出版               |
| 3    | 2010年12月18日               | ISBN 978-4-04-870208-9                            | 停止出版       | 停止出版               |
| 4    | 2012年3月27日                | ISBN 978-4-04-886498-5                            | 停止出版       | 停止出版               |
| 5    | 2014年4月26日                | ISBN 978-4-04-866483-7                            | 停止出版       | 停止出版               |

## 主題曲
除第3卷外，收錄在單行本初回限定版的特典CD當中，有別於動畫化主題曲。
第1卷
- 主題曲「百合星人奈緒子美眉」樂曲提供：MOSAIC.WAV、歌： ／作詞、作曲、編曲：柏森進
- 插曲「百合星式遊戲曲」樂曲提供：MOSAIC.WAV、歌： ／作詞、作曲、編曲：柏森進

第2卷
- 第2季主題曲「NAOKO-THUNDER VERNIER II ～幼女期的結束～」 樂曲制作：MOSAIC.WAV、歌：／作詞、作曲、編曲：柏森進

第3卷（附OVA）
- 片頭曲「百合星人奈緒子美眉」MOSAIC.WAV
- 片尾曲「光子帶觀光旅館」MOSAIC.WAV

## OVA
2010年12月10日發售的日文版單行本第3卷附贈OVA。後納入「動畫文庫」企劃作品，並於2012年2月15日發行Blu-ray & DVD。
工作人員
- 原作：kashmir
- 導演、人物設定、編劇、分鏡、演出、作畫監督、原畫：竹內哲也
- 色彩設計、色指定、上色檢査：千葉繪美
- 美術監督、背景：三宅昌和
- 攝影監督、攝影：吉川冴
- 音樂：MOSAIC.WAV
- 音響監督：岩浪美和
- 編集：神野學
- 動畫製作：ufotable

## 外部連結
- 百合星人奈緒子美眉於動畫文庫的網站 （页面存档备份，存于）（日語）